# Поленцько (Кросненський повіт)
Поленцько (пол. Połęcko, нім. Pollenzig) — село в Польщі, у гміні Машево Кросненського повіту Любуського воєводства.
Населення — 346 осіб (2011).
У 1975-1998 роках село належало до Зеленогурського воєводства.

## Демографія
Демографічна структура станом на 31 березня 2011 року:
|          | Загалом | Допрацездатний вік | Працездатний вік | Постпрацездатний вік |
| -------- | ------- | ------------------ | ---------------- | -------------------- |
| Чоловіки | 176     | 37                 | 123              | 16                   |
| Жінки    | 170     | 31                 | 97               | 42                   |
| Разом    | 346     | 68                 | 220              | 58                   |